# Гаянці
Гаянці походять від багатьох різних народів та культур, зокрема від індіанців, індійців та африканців, та меншою мірою від китайців та європейців. Станом на 2012: 39,8 % — індо-гаянці, 30,1 % — афро-гаянці, 19,9 % — змішаного походження (здебільшого даґла), 10,5 % — індіанці, 1,5 % — решта (китайці та європейці, як-от португальці).
Гаяна розташована у північного берега Південної Америки, знаходиться у карибському регіоні та в минулому належала до Британської Вест-Індії. За культурою населення Гаяни подібне до населення Суринаму та розташованих неподалік Карибських островів, як-от Тринідаду і Тобаго, попри те, що Гаяна не є островом у Карибському морі.
У гімні Гаяни у третьому куплеті Гаяна описується, як «Одна земля шести народів»; вважається, що це шість народів, з яких історично складалось населення країни: африканці, індійці, китайці, португальці, європейці та індіанці.

## Демографія
Індіанці Гаяни не є монолітним народом, серед них є різні окремі племена та народи. Наприклад, такі народи, як варао, локоно, кариби, вапішана.
Європейці припливли до Гвіани, бо шукали у Новому світі золото, та із часом заселили та колонізували як Гаяну, так і Америку в цілому. Спочатку нідерландці, а потім англійці, що керували колонією, хоч і складали завжди меншість населення країни, але мали значний культурний вплив. Також у регіоні були присутні французи та іспанці.
Клімат Гаяни підходить для вирощування цукрової тростини, та для її вирощування бракувало робочої сили європейців та індіанців, тому для роботи на плантаціях було завезено рабів з Африки. Висока смертність і мала народжуваність рабів на плантаціях компенсувалась ввезенням ще більшої кількості рабів, допоки работоргівля не була заборонена у 1838 році. Для примусової роботи також ввозились португальці та китайці, проте більшість таких робочих прибула з Індії.
Строкатість населення країни є як приводом для національної гордості, так і викликом — конфлікти на расовому підґрунті викликали значне соціальне напруження. Расизм у Гаяні також виникає через розподіл труда, бо власники плантацій прагнули побудувати стратифіковане суспільство та обмежити кількість тих, хто претендує на місце у вищих прошарках суспільства. Багато сегментів суспільства розподілені за расою, як, наприклад релігія, політика та навіть виробництво.

## Мова
На культуру Гаяни значною мірою вплинули європейці, що володіли колонією: спочатку нідерландці та французи, згодом британці. Гаяна, що в часи правління британців була відома, як Британська Гвіана, здобула незалежність від Великобританії в 1966 році, та в 1970 стала республікою. Внаслідок 170 років влади Великобританії над колонією, тепер Гаяна вважається частиною англомовного світу, та є однією з англомовних карибських держав (разом із Барбадосом, Ямайкою, та іншими). Хоч Гаяна ще вважається і єдиною англомовною країною Південної Америки, більшість людей між собою говорять гаянською креольською мовою. Літературна англійська мова, а саме її британський варіант, використовується у бізнесі та освіті, та зазвичай нею говорять представники вищих верств населення.